# Phạm Quang Vinh (trung tướng)
Phạm Quang Vinh là một sĩ quan cấp cao trong Quân đội nhân dân Việt Nam, hàm Trung tướng, nguyên Cục trưởng Cục Tài chính, Bộ Quốc phòng (2013-2016).

## Thân thế và sự nghiệp
Quê quán của ông ở:Thiện Phiến, Tiên Lữ, Hưng Yên. Ông theo học phổ thông tại trường THPT chuyên Nguyễn Trãi (Hải Hưng cũ) Lưu trữ ngày 11 tháng 10 năm 2016 tại Wayback Machine
• 2007 - 2008: giữ chức Phó Cục trưởng Cục Tài chính, Bộ Quốc phòng
• 2009 - 2013, ông giữ chức Cục trưởng Cục Kế hoạch và đầu tư, Bộ Quốc phòng
• Năm 2013, bổ nhiệm giữ chức Cục trưởng Cục Tài chính, Bộ Quốc phòng
• Năm 2016, ông nghỉ hưu
• Thiếu tướng, Trung tướng (2013)